# آب‌باریک علیا (سلسله)
آب‌باریک علیا روستایی از توابع بخش فیروزآباد شهرستان سلسله در استان لرستان ایران است. زبان مردم این روستا کردی به گویش لکی است.

## جمعیت
بر اساس سرشماری مرکز آمار ایران در سال ۱۳۹۵، جمعیت این روستا ۴۴۹ نفر برآورد شده که ۲۲۵ نفر مرد و ۲۵۴ نفر زن بوده اند. آب باریک علیا دارای ۱۱۵ خانوار می باشد.